# Landas

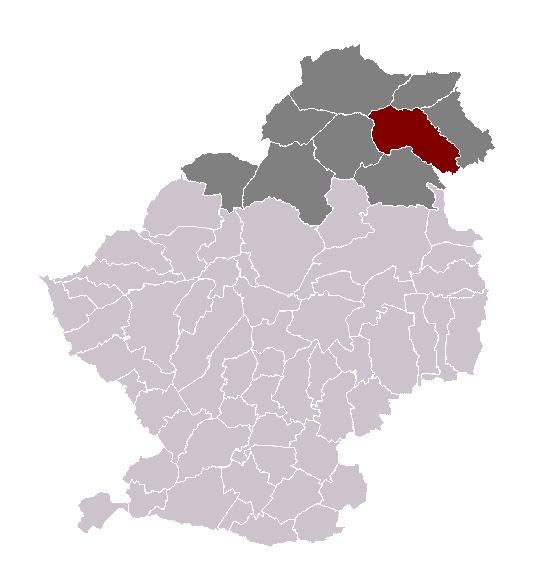
Ubicació de Landas dins del cantó

Landas és un municipi francès, situat a la regió dels Alts de França, al departament del Nord. L'any 2006 tenia 2.331 habitants. Limita al nord amb Aix, a l'est amb Saméon, al sud-est amb Rosult i Sars-et-Rosières, al sud amb Beuvry-la-Forêt, a l'oest amb Orchies i al nord-oest amb Nomain.

## Demografia
| 1962                                       | 1968  | 1975  | 1982  | 1990  | 1999  | 2006  |
| ------------------------------------------ | ----- | ----- | ----- | ----- | ----- | ----- |
| 1.647                                      | 1.706 | 1.838 | 2.006 | 2.038 | 2.261 | 2.331 |
| Des de 1962: població sense dobles comptes |       |       |       |       |       |       |

## Administració
| Període   | Identitat     | Partit |
| --------- | ------------- | ------ |
| 1989-2003 | Paul Dauchy   |        |
| 2003-     | Camile Mollet |        |